# Aron C. Wall
Aron C. Wall (* 7. Juni 1984) ist ein US-amerikanischer theoretischer Physiker, der sich mit Quantengravitation (besonders Holografisches Prinzip) und Thermodynamik Schwarzer Löcher befasst.
Er ist der Sohn des Programmierers Larry Wall. Er studierte ab 2001 am St. John’s College in Santa Fe (New Mexico) und schloss mit einem Bachelor-Abschluss 2005 ab. 2011 promovierte Wall an der University of Maryland bei Ted Jacobson. Als Post-Doktorand war er bis 2014 an der University of California, Santa Barbara (Simons Postdoctoral Fellow), danach bis 2017 am Institute for Advanced Study der Princeton University und ab 2017 an der Stanford University (Stanford Institute for Theoretical Physics). Seit 2019 ist er Lecturer an der Universität Cambridge (DAMTP).
2016 schlug er mit Ping Dao und Daniel Louis Jafferis einen Mechanismus für durchquerbare Wurmlöcher ohne exotische Materie vor. Er baut auf der Interpretation von Wurmlöchern durch Paare quantenverschränkter Teilchen (EPR) durch Leonard Susskind und Juan Maldacena auf (ER-EPR-Vermutung), nur dass von Wall und Kollegen keine üblichen Einstein-Rosen-Brücken (ER) benutzt wurden. Sie fanden, dass ihre Wurmlöcher eine zur Quantenteleportation mathematisch äquivalente Beschreibung liefern.
2013 erhielt er den Bergmann–Wheeler Thesis Prize. 2019 erhielt er den New Horizons in Physics Prize für fundamentale Einsichten in Quanteninformation, Quantenfeldtheorie und Gravitation
(Laudatio).
Er ist wie sein Vater in der New Life Church of the Nazarene aktiv und betreibt einen Blog Undivided Looking über Theologie und Physik.

## Schriften (Auswahl)
- The Generalized Second Law implies a Quantum Singularity Theorem, Class. Quant. Gravity, Band 30, 2013, S. 165003, Arxiv
- mit Ping Dao, Daniel Jafferis: Traversable Wormholes via a Double Trace Deformation, JHEP 2017, Arxiv 2016
- A survey of black hole thermodynamics, Arxiv 2018